# SN 2007ib
SN 2007ib – supernowa typu II odkryta 4 września 2007 roku w galaktyce A231544+0027. W momencie odkrycia miała maksymalną jasność 20,40m.